# Ghislain Vroyelinck

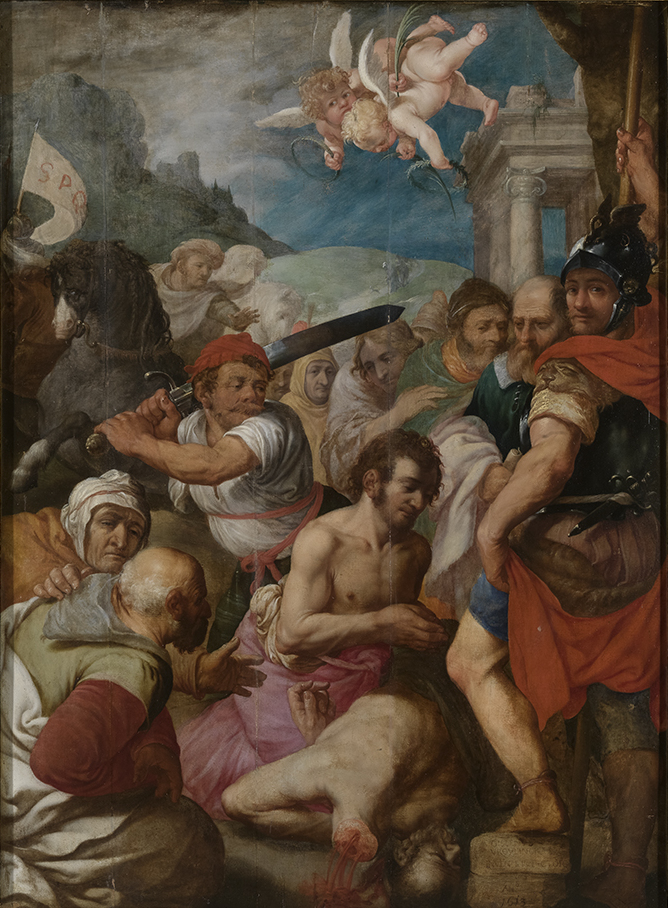
Marteldood van de heiligen Crispinus en Crispinianus (1613)

Ghislain Vroyelinck of Vroilynck (Brugge (?), ca. 1595 - Hondschote, 1635) was een Vlaams kunstschilder. Hij reisde door Frankrijk en Italië en vestigde zich in 1620 als meester in Brugge, waar hij vinder en stedehouder was van de Sint-Lucasgilde.

## Werk
Het oeuvre van Vroyelinck is hoofdzakelijk religieus. Het Groeningemuseum bewaart van hem een Marteldood van Crispinus en Crispinianus. Het is een maniëristisch werk dat enkele motieven ontleent aan fresco's van Taddeo en Federico Zuccaro. Een drieluik van 1618, afkomstig uit de Sint-Vaastkerk, is te zien in het stadhuis van Hondschote. In het Musée du Mont-de-Piété van Sint-Winoksbergen hangt een Schepping van Eva van zijn hand. Ook de Kruisafneming aan het hoofdaltaar van de Oostendse Kapucijnenkerk zou een werk van Vroyelinck kunnen zijn.

## Voetnoten
1. ↑  Hans Vlieghe, Stedelijke Musea Brugge. Catalogus schilderijen 17de en 18de eeuw, 1994, p. 224-225